# Actualiteiten (verzetsblad)
Actualiteiten was een verzetsblad uit de Tweede Wereldoorlog, dat vanaf 15 april 1941 tot en met 16 februari 1942 in Utrecht werd uitgegeven. In deze periode verschenen 10 nummers. De nummers van Actualiteiten werden om en om uitgegeven met nummers van een ander Utrechts verzetsblad, Slaet op den trommele.
Het blad verscheen min of meer maandelijks in een oplage van ongeveer 2000 exemplaren. Het werd gestencild en de inhoud bestond voornamelijk uit mededelingen, zoals een toespraak of een circulerend pamflet, en nieuwsberichten. In het verspreiden van de volledige teksten van de redevoeringen van koningin Wilhelmina en leden van de regering zag men een van de voornaamste taken. De teksten werden opgenomen op grammofoonplaten door een radio-luisteropnamedienst onder leiding van J.C. Verhagen. Andere bladen konden hiervan gebruik maken, zoals Ons Volk en het Oranje-Bulletin.